# أولاد سي احساين (سيدي احساين بن عبد الرحمان)
أولاد سي احساين هي إحدى مشيخات المملكة المغربية، تتبع جغرافيا لإقليم الجديدة وإداريًا لسيدي احساين بن عبد الرحمان. يقدر عدد سكانها بـ 3418 نسمة حسب الإحصاء الرسمي للسكان والسكنى لسنة 2004.